# Partido judicial de Vigo

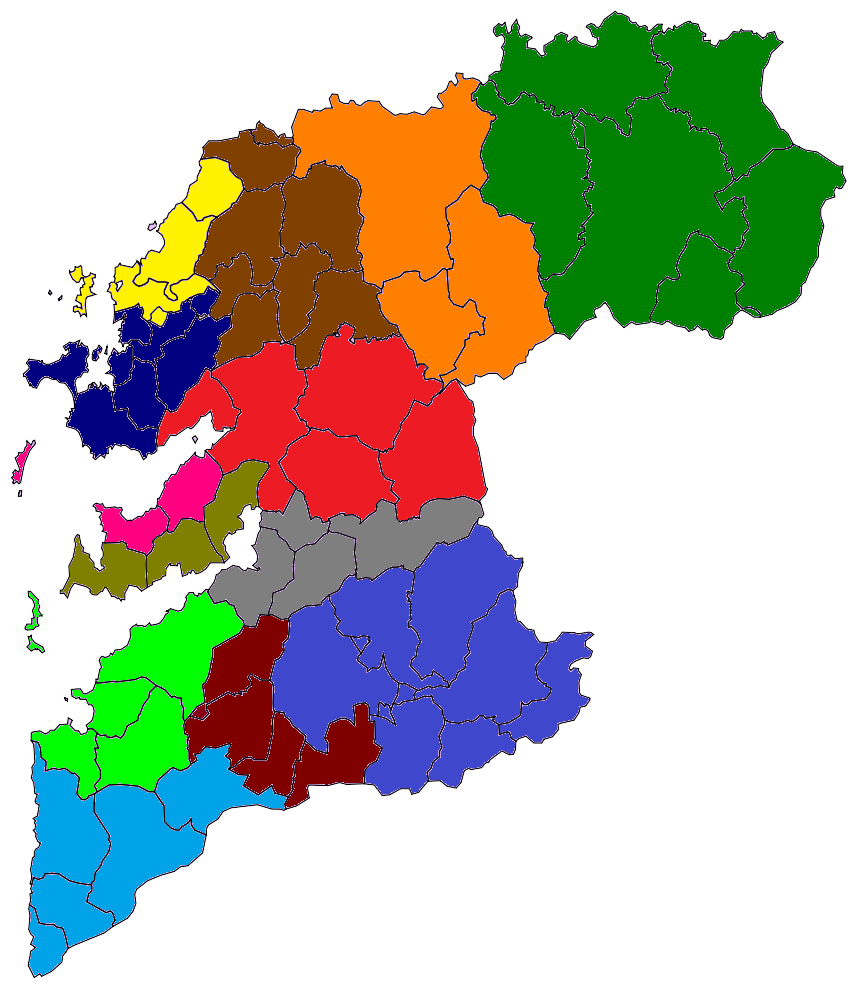
Mapa municipal de la provincia de Pontevedra con sus partidos judiciales.

El partido judicial de Vigo es uno de los 45 partidos judiciales en los que se divide la Comunidad Autónoma de Galicia en España. Es el partido judicial n.º 3 de la provincia de Pontevedra. La cabeza de partido y sede de las instituciones judiciales es la ciudad de Vigo.
Fue fundado en la división administrativa de 1834 con la que se creó la provincia y se la dividió judicialmente. A Vigo le correspondió administrar el partido número 3. Actualmente está formado por los siguientes municipios:
- Bayona
- Gondomar
- Nigrán
- Vigo

La cabeza de partido y por tanto sede de las instituciones judiciales es la ciudad de Vigo. La dirección del partido se sitúa en la Ciudad de la Justicia. 
Vigo es la sede de los siguientes juzgados, tribunales, fiscalías y oficinas:
- Audiencia Provincial de Pontevedra, Sección 5ª Civil-Penal
- Audiencia Provincial de Pontevedra, Sección 6ª Civil-Penal
- Juzgado de lo Mercantil n.º 3
- Registro Civil Único
- Juzgado de lo Contencioso-Administrativo n.º 1 y 2
- Juzgado de Instrucción n.º 1
- Juzgado de Instrucción n.º 2
- Juzgado de Instrucción n.º 3
- Juzgado de Instrucción n.º 4
- Juzgado de Instrucción n.º 5
- Juzgado de Instrucción n.º 6
- Juzgado de Instrucción n.º 7
- Juzgado de Instrucción n.º 8
- Juzgado de lo Penal n.º 1
- Juzgado de lo Penal n.º 2
- Juzgado de lo Penal n.º 3
- Juzgado de Primera Instancia n.º 1
- Juzgado de Primera Instancia n.º 2
- Juzgado de Primera Instancia n.º 3
- Juzgado de Primera Instancia n.º 4
- Juzgado de Primera Instancia n.º 5
- Juzgado de Primera Instancia n.º 6
- Juzgado de Primera Instancia n.º 7
- Juzgado de Primera Instancia n.º 8
- Juzgado de Primera Instancia n.º 9
- Juzgado de Primera Instancia nº 10
- Juzgado de Primera Instancia nº 11
- Juzgado de Primera Instancia nº 12
- Juzgado de Primera Instancia nº 13
- Juzgado de Primera Instancia nº 14
- Juzgado de Primera Instancia nº 15
- Juzgado de Primera Instancia nº 16[4]
- Juzgado de violencia sobre la mujer n.º 1
- Juzgado de lo Social n.º 1
- Juzgado de lo Social n.º 2
- Juzgado de lo Social n.º 3
- Juzgado de lo Social n.º 4
- Juzgado de lo Social n.º 5
- Juzgado de lo Social n.º 6
- Juzgado de lo Social n.º 7[5] (pendiente implantación a la nueva Ciudad de la Justicia de Vigo)